# Parascythris muelleri
Parascythris muelleri is een vlinder uit de familie dikkopmotten (Scythrididae). De wetenschappelijke naam is voor het eerst geldig gepubliceerd in 1871 door Mann.
De soort komt voor in Europa.